# Český
Český je zaniklá vesnice a tvrz, která stávala na blíže neznámém místě na Znojemsku mezi obcemi Lukov a Mašovice.

## Historie
První písemná zmínka o vsi je z roku 1190, kdy ji vlastnil loucký klášter. Roku 1323 vesnice tvořila část panství hradu Vranov nad Dyjí a od roku 1406 patřila k markraběcímu Hrádku u Znojma. Vesnice zpustla někdy kolem roku 1481 během česko-uherských válek. Zanikla někdy po roce 1618, kdy je uváděna naposledy.

## Tvrz
Tvrz byla vystavěna v průběhu 13. století. První písemná zmínka pochází z roku 1481. V tom roce tehdejší zástavní držitel Jiří Šváb z Lančova žaloval Štěpána z Eincingu, jenž si měl přisvojit část vesnice, a soud vyhrál.